# Тягнибок, Ярослав Васильевич
Яросла́в Васи́льевич Тягнибо́к (укр. Ярослав Васильович Тягнибок; 9 мая 1940, Новый Ярычев — 17 декабря 1984) — советский украинский легкоатлет, спортивный врач, кандидат медицинских наук, врач сборной СССР по боксу.

## Биография
Родился 9 мая 1940 года в селе Новый Ярычев Львовской области УССР. Окончил Львовский институт физической культуры и Львовский медицинский институт. Работал во Львовской спортивной школе-интернате олимпийского резерва, руководил медицинской частью, привлекался в качестве врача к работе со сборной СССР по боксу.
Участник Универсиады в Италии, чемпион УССР по метанию диска, победитель и призёр многочисленных турниров. Мастер спорта СССР по лёгкой атлетике. Как спортивный медик, создал собственную методику лечения и реабилитации спортивных травм и заболеваний позвоночника, автор нескольких десятков научных работ. В 1980 году по решению учёного совета Киевского медицинского института имени А. А. Богомольца Я. В. Тягнибоку была присвоена степень кандидата медицинских наук. Также получил звания «Отличник народного образования УССР» и «Заслуженный врач УССР».
Я. Тягнибок, умелый массажист, применявший оригинальную систему лечения, обладал определённой известностью. Ряд газетных публикаций прямо и с искренним уважением именовал его "исцелителем" .
В 1983 г. включён в состав делегации сборной СССР по боксу, участвовавшей в Кубке мира, где 2 из 3 золотых медалей завоевали спортсмены УССР, заслужил признание спортивных функционеров. Месяц спустя, однако, сборная СССР не приняла участия во II чемпионате мира среди юниоров в Санто-Доминго, что можно считать беспрецедентным случаем - вероятно, причиной стало опасение штаба сборной за результаты допинг-тестов и угроза дисквалификации перспективных боксёров. Данное решение могло бросить тень на репутацию Я. Тягнибока, ответственного в том числе и за медико-фармакологическое обеспечение сборной.
Его супругой была Богдана Артёмовна Цегельская. В браке родились сыновья Олег и Андрей (оба — политики).
Скончался скоропостижно 17 декабря 1984 года при невыясненных обстоятельствах: причиной смерти стало огнестрельное ранение, однако неизвестно, был ли Ярослав Тягнибок убит или застрелился. Во Львове в настоящее время проводится Всеукраинский легкоатлетический турнир памяти Я. В. Тягнибока.